# أكسل هولمزتروم (لاعب هوكي الجليد)
أكسل هولمزتروم (بالسويدية: Axel Holmström)‏ هو لاعب هوكي الجليد سويدي، ولد في 29 يونيو 1996 في Arvidsjaur ‏ في السويد.

## وصلات خارجية
- أكسل هولمزتروم على موقع دوري الهوكي الوطني (الإنجليزية)
- أكسل هولمزتروم على موقع EliteProspects.com (الإنجليزية)
- أكسل هولمزتروم على موقع Eurohockey.com (الإنجليزية)
- أكسل هولمزتروم على موقع HockeyDB.com (الإنجليزية)
- أكسل هولمزتروم على موقع Hockey-Reference.com (الإنجليزية)